# 狭瓣紫薇
狭瓣紫薇（学名：Lagerstroemia stenopetala），为千屈菜科紫薇属下的一个种。

## 扩展阅读
維基物種上的相關：狭瓣紫薇